# Discografia de Kris Allen

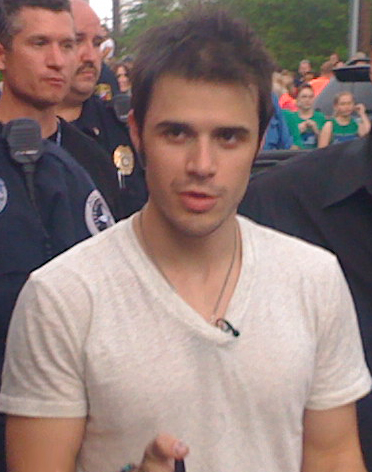
Kris Allen, finalist on American Idol, in Conway, Arkansas on May 8, 2009.

Discografia de Kris Allen, cantor norte-americano vencedor da nona temporada do reality show American Idol.

## Álbuns de estúdio
| Ano                                            | Detalhes do álbum                                                                            | Melhores posições | Melhores posições | Vendas                    |
| Ano                                            | Detalhes do álbum                                                                            | US                | CAN               | Vendas                    |
| ---------------------------------------------- | -------------------------------------------------------------------------------------------- | ----------------- | ----------------- | ------------------------- |
| 2007                                           | Brand New Shoes - Lançado: 2007 - Gravadora: Independente - Format: CD,                      | —                 | —                 | - Vendas nos EUA: 600     |
| 2009                                           | Kris Allen - Lançado: 17 de novembro de 2009 - Label: Jive/19 - Format: CD, digital download | 11                | 50                | - Vendas nos EUA: 328,000 |
| "—" denota lançamentos não marcados nos charts |                                                                                              |                   |                   |                           |

### Álbuns digitais
| Ano  | Álbum                          | US | Vendas |
| ---- | ------------------------------ | -- | ------ |
| 2009 | Season 8 Favorite Performances | 50 | 16,000 |

## Singles
| Ano                                            | Single                              | Melhores posições | Melhores posições | Melhores posições | Melhores posições | Melhores posições | Melhores posições | Melhores posições | Melhores posições | Vendas (EUA) | Certificações | Álbum                  |
| Ano                                            | Single                              | US                | US AC             | US Adult          | US Pop            | US Christ         | CAN               | UK                | NZ                | Vendas (EUA) | Certificações | Álbum                  |
| ---------------------------------------------- | ----------------------------------- | ----------------- | ----------------- | ----------------- | ----------------- | ----------------- | ----------------- | ----------------- | ----------------- | ------------ | ------------- | ---------------------- |
| 2009                                           | "No Boundaries"                     | 11                | 23                | —                 | —                 | —                 | 13                | 92                | —                 | 312,000      | —             | American Idol Season 8 |
| 2009                                           | "Live Like We're Dying"             | 18                | 7                 | 3                 | 10                | 21                | 41                | —                 | 18                | 1,605,000    | Platina       | Kris Allen             |
| 2010                                           | "The Truth" (featuring Pat Monahan) | —                 | —                 | 17                | —                 | —                 | —                 | —                 | —                 | 91,000       | —             | Kris Allen             |
| 2010                                           | "Alright with Me"                   | —                 | —                 | —                 | —                 | —                 | —                 | —                 | —                 | 39,000       | —             | Kris Allen             |
| "—" denota lançamentos não marcados nos charts |                                     |                   |                   |                   |                   |                   |                   |                   |                   |              |               |                        |

### Outras canções
| 2009                                           | "Heartless"                | 16  | 29 | 39 | 304,000 | American Idol (performances ao vivo) |
| 2009                                           | "Ain't No Sunshine"        | 37  | —  | 68 | 104,000 | American Idol (performances ao vivo) |
| 2009                                           | "Apologize"                | 66  | —  | —  | 59,000  | American Idol (performances ao vivo) |
| 2009                                           | "Falling Slowly"           | 94  | —  | —  | 38,000  | American Idol (performances ao vivo) |
| 2009                                           | "What's Going On"          | 107 | —  | —  | 21,000  | American Idol (performances ao vivo) |
| 2009                                           | "To Make You Feel My Love" | 113 | —  | —  | 26,000  | American Idol (performances ao vivo) |
| 2010                                           | "Let It Be"                | 63  | —  | —  | 86,000  | Non-album song                       |
| "—" denota lançamentos não marcados nos charts |                            |     |    |    |         |                                      |

## Videoclipes
| Ano  | Canção                  | Álbum      | Diretor     |
| ---- | ----------------------- | ---------- | ----------- |
| 2009 | "Live Like We're Dying" | Kris Allen | Marco Puig  |
| 2010 | "The Truth"             | Kris Allen | Aaron Platt |
| 2010 | "Alright With Me"       | Kris Allen | N/A         |